# 1170 Шива
(1170) Шива (лат. Siva, санскр.शिव) — невеликий астероїд, що належить до групи астероїдів які перетинають орбіту Марса та належить до світлого спектрального класу S. Його відкрив 29 вересня 1930 року бельгійський астроном Эжен Дельпорт у обсерваторії Уккел. Названий на честь індуїстського божества Шиви.